# Inge Lynn Collins Bongo
Pour les articles homonymes, voir Bongo (homonymie).
Inge Lynn Collins Bongo (alias Inge Alia Bongo), née le 15 décembre 1960, membre de la jet set de Los Angeles, est l’ancienne épouse de l’ex président du Gabon, Ali Bongo Ondimba (aujourd'hui marié à Sylvia Bongo Ondimba). 

## Biographie
Inge Lynn Collins Bongo fut citée dans un rapport du sous-comité permanent des investigations du Sénat des États-Unis comme une personne politiquement exposée (PPE) ayant dissimulé son statut PPE aux institutions financières américaines pour se livrer aux activités de blanchiment d’argent.

## Polémiques
Inge Lynn Collins Bongo a été impliquée dans plusieurs polémiques : 
- l’action qu’elle a intentée en justice contre le propriétaire de la maison dont elle était locataire à Beverly Hills (cf. infra) ;
- son passage dans un épisode de la série Really Rich Real Estate de la chaîne VH1 [réf. nécessaire];
- sa banqueroute [3];
- sa demande d’assistance sociale [4];
- des activités de blanchiment d’argent lui sont attribuées par un rapport du Sénat américain.

### Le procès d’Inge Lynn Collins Bongo contre le rappeur Sean Combs
Le 1er février 2001, Inge Lynn Collins Bongo a intenté un procès contre le rappeur Sean Combs, le propriétaire de la maison qu’elle louait dans le quartier huppé de Beverly Hills à Los Angeles. Elle voulait être dédommagée pour infestation de la maison par « des insectes, des rongeurs et de la vermine ». Combs rejeta en bloc ces accusations et accusa par contre Inge Lynn Collins Bongo de lui devoir des arriérés du loyer. Les deux parties finirent par régler ce litige et le procès fut formellement clos le 2 août 2001,.